# Иль-де-Сёр

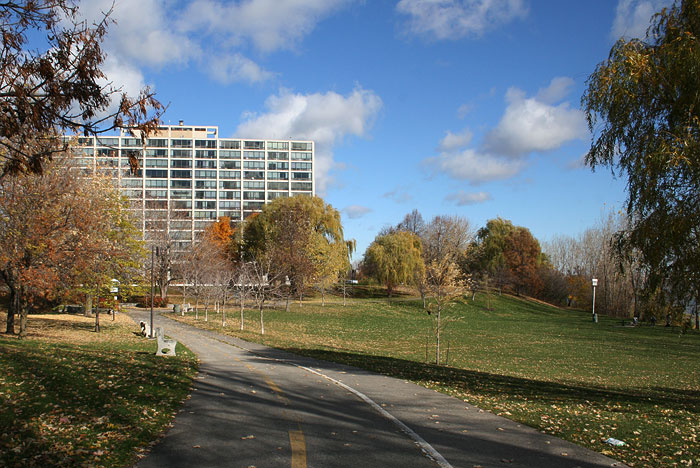
Парк Вест Ванкувер на о.Иль-де-Сёр

Иль-де-Сёр (фр. L'île des Sœurs, "Остров Сестёр") — остров на реке Святого Лаврентия, к востоку от острова Монреаль. Является частью округа Вердан (фр. Verdun) города Монреаль, Квебек.
Остров связан с южным берегом мостом Шамплейн, а с островом Монреаль мостами Иль-де-Сёр и Клеман.
Находящийся всего в нескольких километрах от центра города и известный своими парками и живописными видами, Иль-де-Сёр считается одним из престижных пригородов Большого Монреаля. Помимо многоквартирных кондоминиумов и таунхаусов, на острове располагаются офисы нескольких крупных компаний, включая Bell Canada и Yellow Pages; магазины; развитая сфера услуг; публичная библиотека; общественный центр; поле для гольфа и футбола; католическая церковь и две начальных школы (вторая школа запущена в Сентябре 2015 года).

## История
Первоначально остров носил имя Сен-Поль в честь основателя Монреаля Поля Шомеди де Мезоннёв. Своё нынешнее название, вошедшее в обиход с 1950-х годов, остров получил в честь монахинь Конгрегации де Нотр-Дам, которая приобрела остров в 1706 году и владела им на протяжении более двух столетий. Развитие острова началось с 1960-х годов, после того, как в 1955 году он был выкуплен за 1.4 млн. долларов и стал частью муниципалитета Вердан.
Архитектурное наследие района включает в себя три высотных здания и АЗС работы Людвига Мис ван дер Роэ. Рекреационный парк Сен-Поль является местом обитания большой популяции перелетных птиц, которая находится под угрозой из-за продолжающегося строительства жилья.